# Konsulatsfaktura
Die Konsulatsfaktura ist ein Warenbegleitpapier und hat grundsätzlich den gleichen Inhalt wie die Handelsrechnung. Die Konsulatsfaktura muss auf einem vorgeschriebenen Formular, das vom Konsulat des Einfuhrlandes bezogen wird, in einer vorgeschriebenen Sprache ausgestellt werden. Die Konsulatsfaktura muss dem Konsulat des Einfuhrlandes zur Beglaubigung vorgelegt werden, die damit bestätigt, dass der Betrag einer Rechnung (Faktura) mit dem Handelswert der Ware übereinstimmt. Dadurch soll sichergestellt werden, dass die Ware bei der Einfuhr mit ihrem vollen Wert verzollt wird.
Inzwischen verlangen nur noch wenige Länder ein solches Dokument.